# Groupe de NGC 3842
Le groupe de NGC 3842 comprend au moins 17 galaxies situées dans la constellation du Lion. En excluant NGC 3860, la distance moyenne entre ce groupe et la Voie lactée est d'environ 92,6 Mpc (∼302 millions d'al).

## Membres
Le tableau ci-dessous liste les 16 galaxies qui sont indiquées dans l'article d'Abraham Mahtessian publié en 1998. À cette liste, s'ajoute les galaxies IC 2955 et IC 2968 qui forment respectivement des paires avec deux galaxies de la liste, NGC 3862 et NGC 3937. La galaxie NGC 3860 est dans la liste de Mahtessian, mais elle fait plutôt partie du groupe de NGC 3861.
| Nom        | Classification | Type                     | α (J2000.0)   | δ (J2000.0) | Vitesse radiale (km/s) | Magnitude apparente  | Distance (Mpc) | Diamètre (kal) |
| ---------- | -------------- | ------------------------ | ------------- | ----------- | ---------------------- | -------------------- | -------------- | -------------- |
| NGC 3805   | S0-?           | Lenticulaire             | 11h 40m 41.7s | 20° 20′ 35″ | 6528 ± 2               | 12,7                 | 101,1 ± 7,1    | 146            |
| NGC 3837   | E              | Elliptique               | 11h 43m 56.4s | 19° 53′ 40″ | 6301 ± 2               | 13,3                 | 97,8 ± 6,9     | 129            |
| NGC 3842   | E              | Elliptique               | 11h 44m 02.1s | 19° 56′ 59″ | 6214 ± 2               | 11,8                 | 96,8 ± 6,8     | 134            |
| NGC 3860a  | Sa             | Spirale                  | 11h 44m 49.1s | 19° 47′ 42″ | 5595 ± 8               | 13,4                 | 87,6 ± 6,1     | 136            |
| NGC 3862   | E              | Elliptique               | 11h 45m 05.0s | 19° 36′ 23″ | 6474 ± 2               | 12,7                 | 100,3 ± 7,0    | 152            |
| NGC 3883   | SA(rs)b        | Spirale                  | 11h 46m 47.2s | 20° 40′ 32″ | 7007 ± 2               | 12,7                 | 107,1 ± 7,6    | 348            |
| NGC 3884   | SA(r)0/a       | Lenticulaire             | 11h 46m 12.2s | 20° 23′ 30″ | 6932 ± 2               | 12,6                 | 107,1 ± 7,5    | 243            |
| NGC 3919   | E              | Elliptique               | 11h 50m 41.5s | 20° 00′ 55″ | 6104 ± 2               | 13,3                 | 94,8 ± 6,6     | 120            |
| NGC 3929   | E-S0           | Lenticulaire             | 11h 51m 42.5s | 21° 00′ 10″ | 7048 ± 2               | 14,0                 | 108,7 ± 7,6    | 100            |
| NGC 3937   | S0-?           | Lenticulaire             | 11h 52m 42.6s | 20° 37′ 53″ | 6659 ± 2               | 12,5                 | 103,0 ± 7,2    | 202            |
| NGC 3940   | E              | Elliptique               | 11h 52m 46.4s | 20° 59′ 21″ | 6420 ± 9               | 12,8                 | 99,4 ± 7,0     | 177            |
| NGC 3947   | (R)SB(rs)b     | Spirale barrée           | 11h 53m 20.3s | 20° 45′ 06″ | 6205 ± 2               | 13,2                 | 96,3 ± 6,8     | 142            |
| NGC 3954   | E?             | Elliptique               | 11h 53m 41.7s | 20° 52′ 57″ | 6954 ± 2               | 13,7                 | 107,3 ± 7,5    | 142            |
| UGC 6697b  | Im             | Irrégulière magellanique | 11h 43m 49.1s | 19° 58′ 06″ | 6725 ± 1               | 13,6                 | 104,0 ± 7,3    | 205            |
| UGC 6725c  | S0             | Lenticulaire             | 11h 45m 05.9s | 20° 26′ 16″ | 6856 ± 3               | 13,2                 | 105,9 ± 7,4    | 168            |
| 1134+2015d | ?              | ?                        | 11h 43m 48.2s | 19° 58′ 31″ | 6790 ± ?               | 17,677 ± 0,039 asinh | 105,0 ± 7,4    | 14             |
| IC 2955    | E              | Elliptique               | 11h 45m 03.9s | 19° 37′ 14″ | 6511 ± 5               | 14,1                 | 100,8 ± 7,1    | 68             |
| IC 2968    | Sa             | Spirale                  | 11h 52m 30.5s | 20° 37′ 32″ | 6607 ± 2               | 14,5                 | 102,2 ± 7,2    | 107            |

a NGC 3860 appartient plutôt au groupe de NGC 3861.
b Dans l'article, 1141+2015 notation abrégée pour CGCG 1141.2+2015
c Dans l'article, 1142+2044 notation abrégée pour CGCG 1142.5+2044
d Galaxie introuvable dans les sources consultées. Il se pourrait que ce soit SDSS J114348.22+195830.7 qui est au nord et très rapproché de UGC 6697. La vitesse radiale de cette galaxie naine est en effet de 6 790 km/s
Le site DeepskyLog permet de trouver aisément les constellations des galaxies mentionnées dans ce tableau ou si elles ne s'y trouvent pas, l'outil du site constellation permet de le faire à l'aide des coordonnées de la galaxie. Sauf indication contraire, les données proviennent du site NASA/IPAC.